# 普濟禪院
普濟禪院（葡萄牙語：Templo de Kun Iam Tong，俗稱觀音堂），是澳門最大的禪院與最具規模的廟宇，為中国古翬飞式的佛教建筑，保存著明清兩代南方廟宇的特色。普济禅院的始祖為石濂大汕（1633年－1705年），屬禪宗南禪曹洞宗。
普濟禪院、媽閣廟與蓮峰廟並稱澳門三大古廟，在1992年被評為澳門八景之一，後來被評定為「紀念物」，屬當地受保護的歷史建築。

## 建築特色

普濟禪院內院

普濟禪院屬於中國古翬飛式的佛教建築，具中國名山古剎的特色，其主體建築分為三殿，分別為首座正殿大雄寶殿，次殿長壽佛殿及後座觀音殿，分別供奉三寳佛、彌勒佛和觀音菩薩等十多尊各方神祇。院後設有的後花園，是在港澳地區較為罕有和有一定規模的佛寺建築群。
大雄寶殿內供奉三尊三寶佛，其中一尊為佛祖釋迦牟尼，殿旁懸有一個已留傳350多年的銅鐘，殿頂簷頭瓦脊，鑲有明朝琉璃瓦及石灣公仔，次殿則供奉長壽佛，而觀音殿則供奉觀音大士蓮台，樟木雕塑，十八羅漢分列主殿兩旁，據說其中一尊羅漢是意大利威尼斯人馬可孛羅。

## 歷史

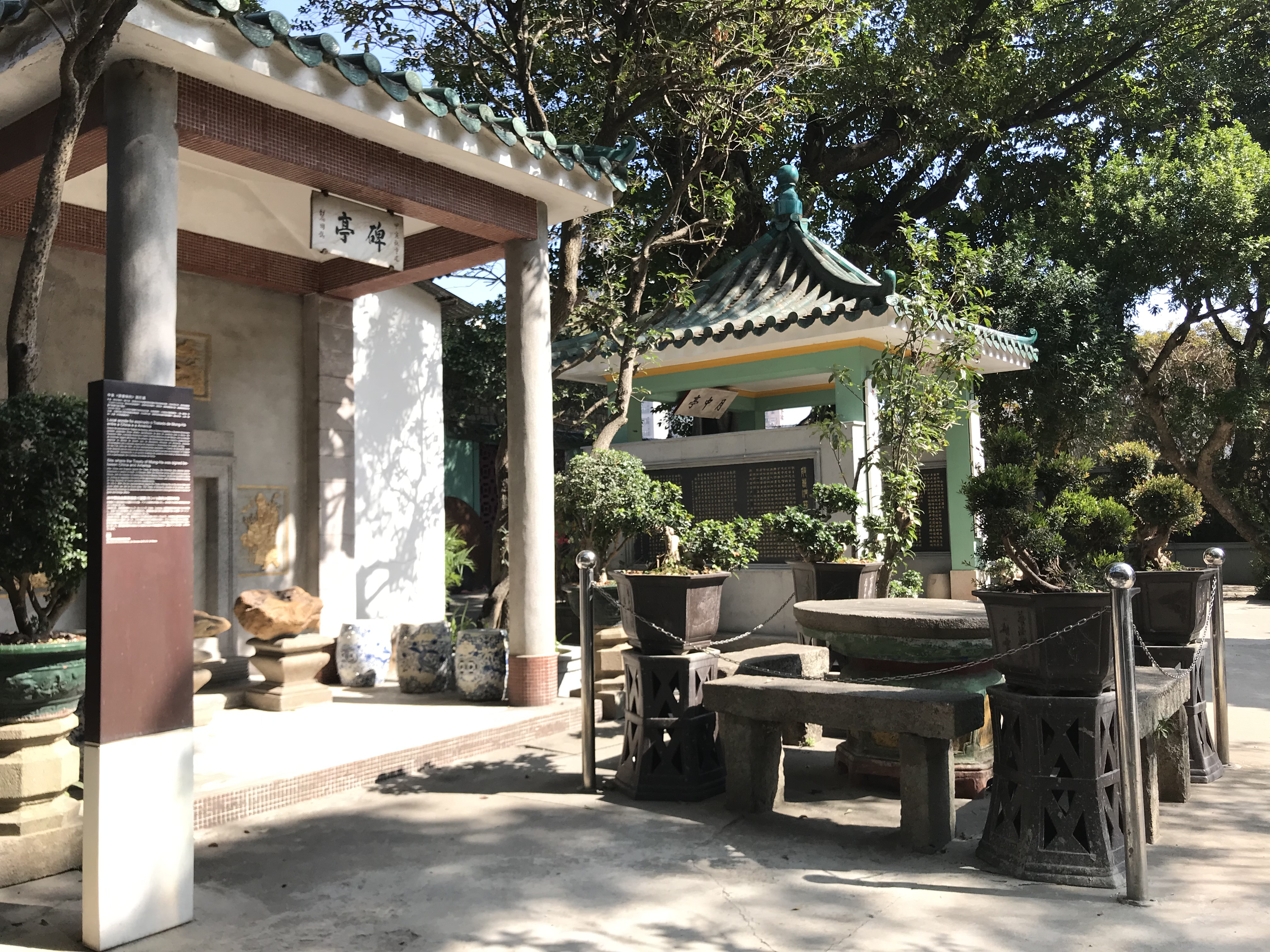
普濟禪院內《望廈條約》的簽訂地點

普濟禪院的確實創建時間未知，但從現時廟內存有的一口崇禎五年（1632年）的鐵鐘以及一塊刻著「天啟七年七月吉日立，祀壇」字樣的石碑可見，禪院的創建年份不晚於明朝末年。
1844年（清朝道光二十四年），美国外交官顾盛和兩廣總督愛新覺羅耆英在普濟禪院簽訂不平等条约《中美望廈條約》（又稱《中美五口貿易章程》），以强迫中国开放通商港口，扩大美国领事的裁判权。1944年，禅院于当时的签署地方立一碑亭以作紀念。
抗日戰爭期間，嶺南畫派大師高劍父曾寓居在普濟禪院，根據澳門學者鄧駿捷所著《澳門古籍藏書》，院內收藏了不少名家書畫及文物，當中包括高劍父及其弟子關山月的書畫作品。此外，院內收藏了明末清初高僧金堡的《澹歸和尚丹霞日記》手稿，該稿是清初嶺南佛教的珍貴文獻，具有珍貴的史料價值，是院內的「鎮寺之寶」。殿堂亦懸掛著嶺南三大詩家之一陳恭尹及清末民初學者章太炎等人的作品，另外廟內亦留有董其昌和劉墉等歷史名人的手跡。

### 遭受破壞

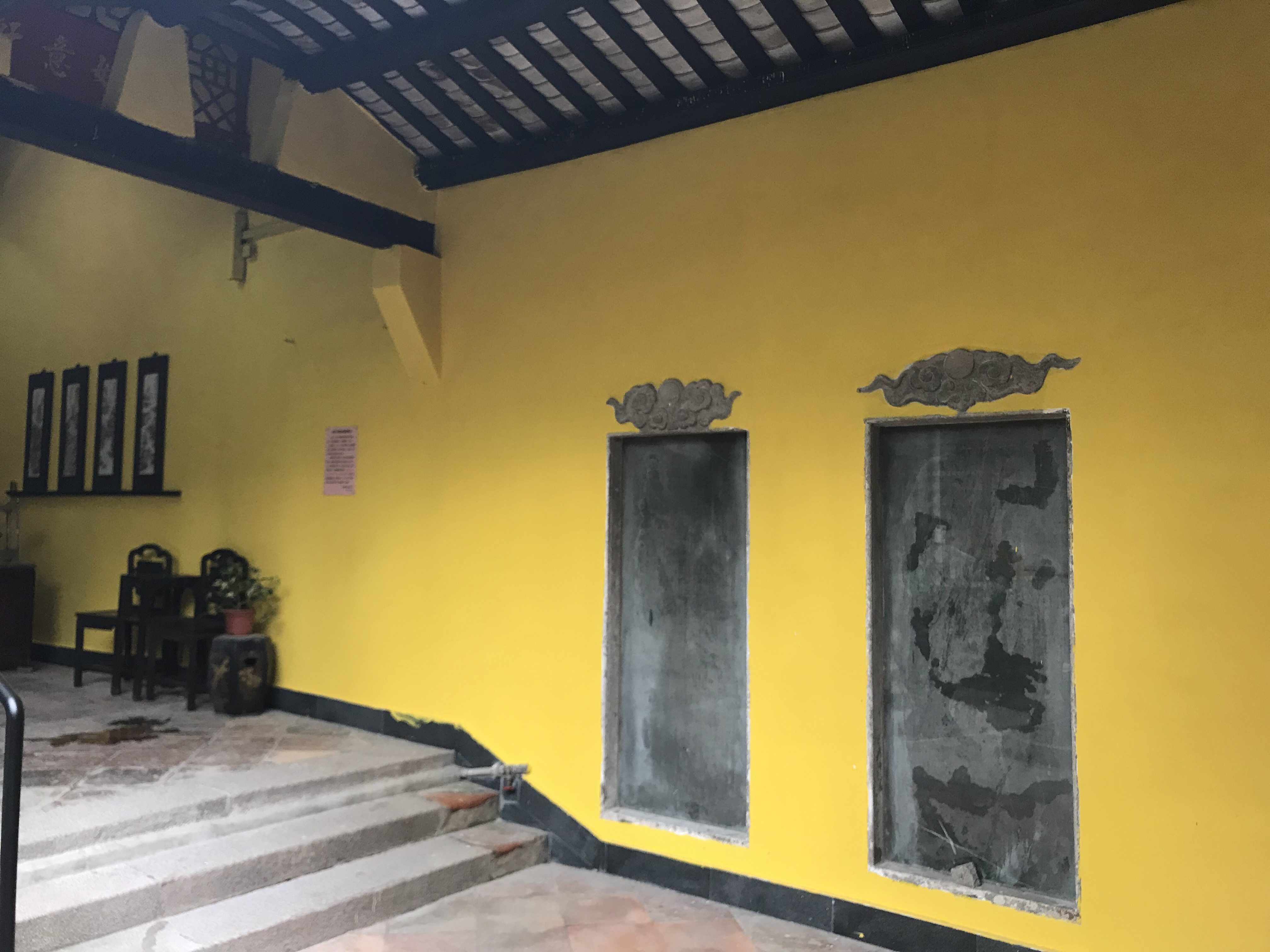
被違法工程「修復」後，廟內牆身顏色有違原有風格

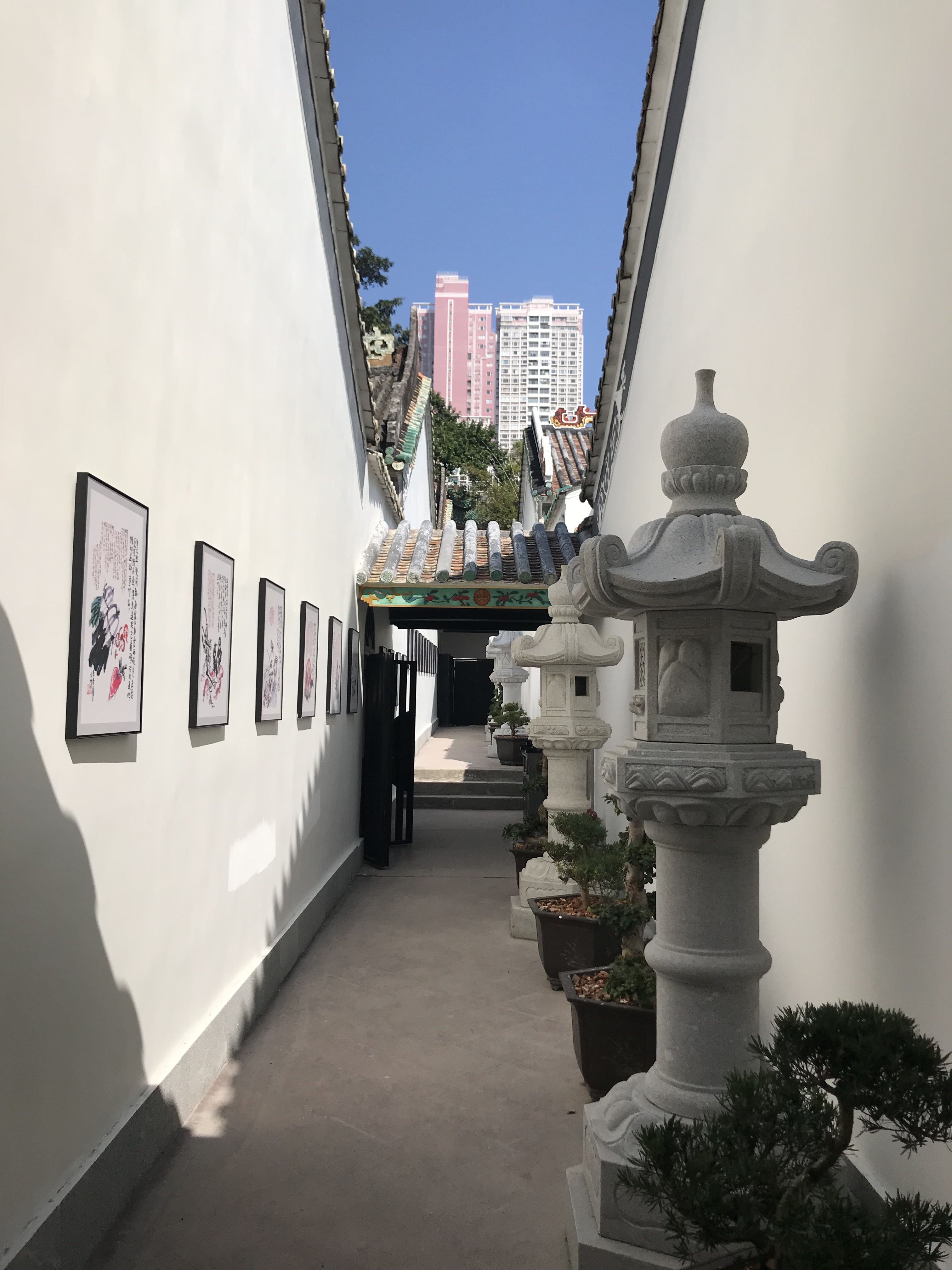
院內部分青磚牆被違法工程髹以白色油漆，並被掛上現代畫作

2019年1月，廟方在未正式獲得當局意見及批准私下在廟內展開工程，除了廟內的牌匾被指儲存不當以外，工程更被批評未有「修舊如舊」，例如廟內部分原有的青磚牆身被白色油漆覆蓋身，有違原有風格及違反《文化遺產保護法》的規定。澳門文化局在巡查後發出禁制工程令，禁止廟方進行任何施工工程。文化局副局長梁惠敏表示將審視及分析廟方所提交的翻新工程是否可行，以及依法分析廟方未授權的修復工程而進行相關處罰程序。住持釋戒晟在回應事件則指坊間因不了解或產生誤會或猜疑，強調自己已與文化局溝通，又稱獲對方接納並肯定工作。
廟方代表與局方會面時亦承諾會嚴格遵守有關法律規定。1月14日，文化局在巡查時發現廟方不遵守禁工令，廟宇內部有繼續施工的情況，導致文物建築受到損壞，故發新聞稿強烈譴責廟方漠視現行法律規範，並就事件報警處理。
警方其後完成違規工程案的調查，調查中發現廟內有多處改動，指案件涉及加重違令及加重毀損移送檢察院偵辦。1月31日，文化局發出新聞稿指局方於30日巡查觀音堂時再次發現廟內有工程進行中，局方指廟宇外圍牆的顏色被更改，且廟堂天花在安裝設備中被鑿穿而受損，局方就此再次向警方作出檢舉，又批評廟方屢犯不改、漠視法紀。

## 公共巴士
M104 觀音堂（Templo Kun Iam）
路線：12、17、18、18B、23、28C
M272 愉景花園（Sunny View Garden）
路線：5X、22、25、25B、56